# Hexachaeta dinia
Hexachaeta dinia är en tvåvingeart som först beskrevs av Walker 1849.  Hexachaeta dinia ingår i släktet Hexachaeta och familjen borrflugor.
Artens utbredningsområde är Jamaica. Inga underarter finns listade i Catalogue of Life.